# Egyptské chedivství
Egyptské chedivství nebo Egyptský chedívát (arabsky الخديوية المصرية‎, výslovnost v egyptské arabštině: [xedeˈwejjet ˈmɑsˤɾ], v osmanské turečtině خدیویت مصر) byl státní útvar na území dnešního Egypta v letech 1867–1914, který byl autonomním vazalem Osmanské říše. Od roku 1882 byl Egypt okupován Spojeným královstvím.

## Historie
Chedivství vzniklo v roce 1867 z polonezávislé osmanské provincie (ejáletu) a bylo postaveno do autonomního postavení. V roce 1869 byl otevřen Suezský průplav, který spojil Rudé moře se Středozemním a Velká Británie tak měla kratší cestu do Indie. Egypt ale musel Anglii za průplav prodat mnoho akcií. V důsledku kritické situace v zemi pak v roce 1882 získala Velká Británie přímou správu nad Suezským průplavem a Egypt tím získala do svého područí. Definitivně se to stalo v roce 1914, kdy ho prohlásila svým protektorátem.